# Aux-Aussat
Aux-Aussat is een gemeente in het Franse departement Gers (regio Occitanie) en telt 201 inwoners (1999). De plaats maakt deel uit van het arrondissement Mirande.

## Geografie
De oppervlakte van Aux-Aussat bedraagt 12,6 km², de bevolkingsdichtheid is 16,0 inwoners per km².
De onderstaande kaart toont de ligging van Aux-Aussat met de belangrijkste infrastructuur en aangrenzende gemeenten.

## Demografie
Onderstaande figuur toont het verloop van het inwonertal (bron: INSEE-tellingen).